# 張鳳英
張鳳英（1957年—），出身於南投縣仁愛鄉中原部落，張鳳英從小跟隨外婆張玉英織布，婚後常回部落陪伴外婆織布，延續張玉英織藝風格。2012年獲南投縣政府認定傳統工藝項目「賽德克族傳統織布工藝-puniri（經挑）技法」保存者。2021年獲得文化部認定重要傳統工藝項目「賽德克族Gaya tminun傳統織布」保存者。